# Kämpfer
Kämpfer (けんぷファー lit. Luchador?) es una serie de novelas ligeras japonesas escritas por Toshihiko Tsukiji, con ilustraciones por Senmu. La serie contiene 15 volúmenes publicados por Media Factory bajo su imprenta MF Bunko J entre noviembre de 2006 y marzo de 2010. La serie principal contiene 12 volúmenes, mientras que las tres restantes son colecciones de historias cortas. Una adaptación a manga por Yu Tachibana comenzó a serializarse en la edición de abril de 2008 de Montly Comic Alive. Una adaptación a anime de 12 episodios se emitió entre octubre y diciembre de 2009 en TBS, concluida en primavera de 2011 con Kämpfer für die Liebe. La serie tiene un extenso uso del alemán.

## Argumento
Kämpfer trata sobre un joven normal de secundaria de nombre Natsuru Senō. Un día un tigre de peluche Harakiri no Tora (Tigre destripado) que le fue obsequiado por una amiga de su Escuela, Kaede Sakura; este le dice que fue elegido para participar una lucha en la que sólo mujeres pueden participar, por lo cual gana el poder transformarse en chica a voluntad, (aunque tuve que aprender a hacer y hay veces en que lo hace de forma involuntaria) tras la explicación que le da su Animal Destripado (un mensajero del moderador) se descubre que la lucha de las Kämpfers de hecho es para resolver una disputa en otra galaxia. Dependiendo del equipo de Kämpfers que gane, ganará uno u otro bando en la otra galaxia, y esto repercutirá en su transformación en mujer u hombre al final para seguir defendiéndose de sus contrincantes de otros colores, y que definirá la victoria de uno de los bandos.
Para Kaede sin embargo esto no resuelve nada; la chica que le gusta no le corresponde, cuando esta chica es salvada por Natsuru transformada en mujer, esta se enamora creando una serie de eventos, y hay otras chicas que, al convertirse en Kämpfer, cambian radicalmente su personalidad. Al final la cooperación de los dos equipos resulta ser algo inesperado para Kaede, a quien se le ordena destruir ambos equipos y resolver el conflicto de la otra galaxia. Pero gracias a un súbito aumento de poder por parte de Shizuku Sangō, Akane Mishima y Mikoto Kondō, es parcialmente derrotada junto a las Kämpfers blancas.

## Personajes
Natsuru Senō (瀬能 ナツル Senō Natsuru?)
Seiyū: Marina Inoue
Es el protagonista de la serie, un chico de pelo azul quien tras tener un sueño en el que pensaba que era chica, resulta convertido en una Kämpfer, y solo las mujeres pueden serlo; lo que le permite transformarse en chica. Está enamorado de Kaede Sakura, pero esta no corresponde a sus sentimientos como chico, siendo que si le gusta como chica. Al principio se muestra renuente al cambio, pero sabe que tendrá que luchar con otras Kämpfer para poder sobrevivir. Utiliza técnicas Zauber (hechizos mágicos, del tipo fuego) y pertenece al equipo azul.
Akane Mishima (美嶋 紅音 Mishima Akane?)
Seiyū: Yui Horie
Estudiante encargada de la bibliotecaria de la escuela y luego amiga Natsuru, también es una Kämpfer como Natsuru siendo por lo tanto su compañera en el equipo azul. Normalmente es muy tímida y de voz suave, pero al transformarse se convierte en una persona vulgar, vengativa, de muy mal temperamento y que dispara a la menor provocación. Explica la mayoría de las normas de las Kämpfer cuando el mensajero de Natsuru no le da tales detalles ya que ella ya llevaba seis meses en batalla. Usa el modo de lucha Gewehr, su arma es una pistola M1911 y es ambidiestra en su uso. Además de ser Natsuru el primer hombre con quien establece una profunda amistad, Akane finalmente comienza a sentirse atraída por él, tornándose muy celosa e irritada cuando lo ve con otra chica y fácilmente molesta cuando habla de otra chica frente a ella, o cuando otra chica se interesa en él.
Shizuku Sangō (三郷 雫 Sangō Shizuku?)
Seiyū: Kaori Nazuka
Presidenta del Consejo de Estudiantes y una de los tres bellezas de Seitetsu. Ella es una estudiante modelo con un récord de asistencia perfecta, y por otra parte, ella es una Kämpfer del equipo rojo. Es la enemiga natural de Natsuru, y su estilo de lucha con Schwert, su arma consta de dos estilettos encadenados que puede manejar a voluntad. Siendo la presidenta del consejo estudiantil puede viajar al edificio de los chicos sin problemas. En un principio no tiene problema en luchar contra las Kämpfer Azules, hasta que, al ser derrotada por ellas, es salvada por Natsuru, luego entra en una tregua condicionada con Natsuru y Akane y desde entonces ha tomado un interés en Natsuru como blanco de sus burlas y comentarios embarazosos o acciones mientras se mantiene una rara fijación en su forma de ser en el proceso acabando enamorada de Natsuru chico, también se sabe que tenía una amiga del equipo Rojo que fue derrotada por una supuesta Kämpfer azul; se descubre que fue Kaede al urdir el mantener la lucha entre bandos. Antes que las Kampfer azules su objetivo es el Moderador, al no aceptar más ser tratada como una pieza de un juego.
Mikoto Kondō (近堂 水琴 Kondō Mikoto?)
Seiyū: Kana Asumi
Amiga de la infancia de Natsuru, ha viajado por el mundo como arqueóloga aficionada, le encanta cocinar curry, hace parte de las Kampfer (es del equipo Rojo), por ello se encuentra en una posición muy comprometedora al ser amiga de Natsuru (De quien aparentemente está enamorada); o enemiga de la chica Natsuru, además de que es amiga de la niñez con Akane Mishima. Lucha con una Schwert, al igual que Shizuku, pero su arma es una con forma de katana.
Kaede Sakura (沙倉 楓 Sakura Kaede?)
Seiyū: Megumi Nakajima
Aunque sea una chica popular en la escuela, Kaede es la chica de los sueños de Natsuru, le gusta coleccionar la serie de muñecos Animales destripados, de aspecto algo terrible, y a los que llama sus niños. Ella es el moderador de las guerreras Kämpfer, y hace todo lo posible para que Natsuru (Chica) se fije en ella. Al ser el moderador de las Kämpfer, posee poderes que no tiene ninguna otra Kämpfer, como el poder usar una Schwert (espada) y una Gewehr (pistola) a la vez. Tiene una obsesión por Natsuru chica tan grande como el odio por su versión masculina, el cual casi raya en el asco, llegando incluso a reconocer sus virtudes cuando es mujer pero no así en su forma real. Aunque en un comienzo se muestra amable e inocente tras poco tiempo revela que su intención es controlar a Natsuru para que seduzca a Shizuku y así la distraiga, ya que su negativa a pelear y su deseo de buscar al moderador es un peligro potencial a sus planes, por ello lava el cerebro a Natsuru y le promete permitirle estar cerca de ella si le obedece. Sus planes se frustran cuando Natsuru pone la seguridad de sus amigas sobre sus deseos personales.
Tigre Harakiri Tora (ティグレ切腹?)
Seiyū: Michiko Nomura
Es un tigre de peluche de aspecto horrible que le regala Kaede Sakura a Natsuru Senō el cual le espanta pues este puede hablar cuando Natsuru Senō se despierta con aspecto de una mujer. También es el mensajero de Natsuru Senō. Es muy despreocupado este personaje y se le hace divertido cuando a Natsuru Senō tiene problemas muy raros, ejemplo: Cuando Kaede Sakura le pregunta a Natsuru Senō que si le presenta a la chica de cabello azul de la calle (Primer capítulo cuando pelean en la calle) el cual es Natsuru Senō (Chica)
Seppuku Kuro Usagi (切腹黒うさぎ?)
Seiyū: Yukari Tamura
Es el mensajero de Akane Mishima. Es un conejo de peluche de un color violeta fuerte con también un aspecto horrible igual que Tigre Harakiri Tora. tiene una personalidad despreocupada pero más grosera y violenta que Tigre Harakiri Tora.

## Terminología
La serie ocupa algunos términos que provienen del alemán por ejemplo la palabra Kämpfer significa Luchador, o incluso los tipos de Kämpfer Zauber, Gewehr, y Schwert significan, magia, pistola y espada respectivamente.
- Kämpfer (ケンプファー?): Son Luchadoras de sexo femenino elegidas por los moderadores para luchar entre sí. Cada Kämpfer tiene uno de los tres tipos de poder: Zauber , Gewehr y Schwert . Originalmente se dividen en dos facciones opuestas, roja y azul, pero luego aparecen las Kämpfers Blanca comandadas por Kaede, por lo tanto se forma una alianza entre las Kämpfers roja y azul. Cada Kämpfer tiene un tipo de arma diferente para pelear contra otras Kämpfers. El tipo de Arma que tenga una Kämpfer es independiente al equipo que le toca.

- Las Kämpfer Zauber usan hechizos de distinto tipo para luchar. Las Kämpfer Zauber que aparecen hasta el momento son Natsuru Senou (Equipo Azul), que usa un Zauber de fuego, y Hitomi Minagawa (Equipo Blanco), que usa un Zauber que tiene un hechizo de electricidad.

- Las Kämpfer Gewehr usan Armas de fuego para la lucha entre sí. Las Kämpfer Gewehr que han aparecido hasta el momento en la serie son Akane Mishima (Equipo Azul), que usa una pistola modelo 1911 de calibre 45, y Ryouka Yamakawa (Equipo Blanco), que usa una MAC 10.

- Las Kämpfer Schwert usan Espadas para pelear. Las Kämpfer Schwert que han aparecido hasta el momento son Shizuku Sangou (Equipo Rojo), que usa estilettos unidos por una cadena, y Mikoto Kondou (Equipo Rojo), que tiene una katana, Rika Ueda (Equipo Blanco), que usa unos Kusarigama similares en aspecto al arma relatada anteriormente, y Sayaka Nakao (Equipo Blanco), cuya arma es un estoque.

- Pulsera de Juramento (誓約 の 腕輪 Seiyaku no Udewa?): Es una pulsera usada por las Kämpfers y viene en los colores azul, rojo o blanco dependiendo al equipo que uno pertenezca. Esto representa la lealtad de la Kämpfer y también provoca la transformación de la chica, ya que se ilumina. Desde Natsuru sufriría genderswap después de la transformación, el brillo de su brazalete también representaría una advertencia para que las personas ajenas al universo Kämpfers tomen distancia y no sufran daños por las batallas libradas entre ellas.

- Moderador (モデレーター Moderētā?): La moderadora es la responsable de seleccionar a las candidatos Kämpfer.

- Mensajeros (メッセンジャー Messenjā?): Son los responsables de otorgar poderes a las Kämpfer explicando cómo funciona el juego, y guiarlos en sus batallas.

- Animal destripado (臓物アニマル Zōmotsu Animaru?): Dentro del universo de esta serie. Los personajes principales, tienen a su disposición animales de peluche los cuales son las formas adoptadas por los mensajeros, son normales, excepto que todos ellos tienen sus entrañas saliendo por fuera de sus cuerpos por una razón u otra (con el estómago desgarrado, seppuku, etc.) Kaede Sakura tiene una gran colección de animales disecados de la franquicia.

- Club de investigación Bishojo (美 少女 研究 会  Bishōjo Kenkyukai??): Es un club subterráneo formado por chicos. Natsuru fue recomendado por un agente especial del club contra su voluntad, ya que tiene contactos en la sección de niñas, por alguna razón.

## Media

### Novela ligera
La serie de novelas ligeras escritas por Toshihiko Tsukiji, con ilustraciones por Senmu, fueron publicadas bajo la imprenta de Media Factory MF Bunko J, con 15 volúmenes publicados entre el 24 de noviembre de 2006 y el 25 de marzo de 2010. La serie principal tiene 12 volúmenes, mientras que el resto son tres colecciones de historias cortas.

### Manga
Una adaptación a manga, escrita por Tsukiji e ilustrada por Yu Tachibana, comenzó a serializarse en la edición de abril de Monthly Comic Alive. El primer volumen tankōbon fue publicado el 23 de octubre de 2008; hasta el 23 de junio de 2012, ocho volúmenes fueron publicados. El manga tiene un final diferente a la novela ligera.

### Anime
Una adaptación a anime de 12 episodios producida por Nomad y dirigida por Yasuhiro Kuroda transmitido en TBS entre el 2 de octubre y 17 de diciembre de 2009. El opening es "Unreal Paradise" (あんりある♥パラダイス) interpretado por Minami Kuribayashi y el ending es "One Way Ryō Omoi" (ワンウェイ両想い) interpretado por Marina Inoue y Megumi Nakajima.
Dos OVA, tituladas Kämpfer für die Liebe (けんぷファー, Kenpufā Fyua di Rīve, lit. "Luchadora por Amor"), Fueron mostradas en un evento dado en el teatro Odaiba Cinema Mediage en Tokio el 6 de marzo de 2011, con solo uno de los episodios siendo emitido en TBS el 8 de abril de 2011 y siendo publicados en Blu-ray y DVD el 25 de mayo de 2011. El opening es "Choose my love!" interpretado por Minami Kuribayashi mientras el ending es "Musō Shōjo A" (妄想少女A) interpretado por Yui Horie y Yukari Tamura.

#### Lista de episodios
| Núm.     | Título | Fecha de emisión        |
| -------- | --- | ----------------------- |
| 1        | "Schicksal ～Las elegidas～" "Schicksal ～Erabareshimono～" (Schicksal ～選ばれし者～) | 2 de octubre de 2009    |
| 2        | "Glühen ～La batalla a muerte comienza～" "Glühen ～Shitō no Kaimaku～" (Glühen ～死闘の開幕～) | 9 de octubre de 2009    |
| 3        | "Lilie ～El jardín de flores secreto～" "Lilie ～Himitsu no Hanazono～" (Lilie ～秘密の花園～) | 16 de octubre de 2009   |
| 4        | "Kriegserklärung ～Las damas luchadoras～" "Kriegserklärung ～Tatakau Otometachi～" (Kriegserklärung ～戦う乙女たち～) | 22 de octubre de 2009   |
| 5        | "Komödie ～First Kiss～" "Komödie ～Fāsuto Kisu～" (Komödie ～ファーストキス～) | 29 de octubre de 2009   |
| 6        | "Heimkehr ～¿Amigo o enemigo?～" "Heimkehr ～Teki ka Mikata ka～" (Heimkehr ～敵か味方か～) | 5 de noviembre de 2009  |
| 7        | "Einladen ～El invitado no invitado～" "Einladen ～Manekarezaru Kyakutachi～" (Einladen ～招かれざる客たち～) | 12 de noviembre de 2009 |
| 8        | "Liebste ～La primera cita～" "Liebste ～Hajimete no Dēto～" (Liebste ～初めてのデート～) | 19 de noviembre de 2009 |
| 9        | "Hochsommer ～Ciclón tropical de romance～" "Hochsommer ～Koi no Nettaiteikiatsu～" (Hochsommer ～恋の熱帯低気圧～) | 26 de noviembre de 2009 |
| 10       | "Falle ～Una experincia de verano～" "Falle ～Hitonatsu no Keiken～" (Falle ～ひと夏の経験～) | 3 de diciembre de 2009  |
| 11       | "Wählen ～Una canción de placer～" "Wählen ～Kanki no Uta～" (Wählen ～歓喜の歌～) | 10 de diciembre de 2009 |
| 12       | "Weihnachten ～El Milagro de Entrañas～" "Weihnachten ～Zōmotsutachi no Kiseki～" (Weihnachten～臓物たちの奇跡～) | 17 de diciembre de 2009 |
| 13 (OVA) | "Versuchung ～Corre a través～" "Versuchung ~ nukegake" (Versuchung～抜け駆け～) | 25 de mayo de 2011      |
| 14 (OVA) | "Jeden Tag Leben ～Ya que ha pasado un tiempo, quisiera ver un par de cosas buenas acerca de Kämpfer～" "Jeden Tag Leben ~ Hisashiburi na node, Kenpufā no chotto iitoko mite mitai" (Jeden Tag Leben 〜ひさしぶりなので, けんぷファーのちょっといいとこ見てみたい〜) | 8 de abril de 2011      |